# Devario malabaricus
Даніо малабарський (Devario malabaricus) — субтропічна прісноводна риба роду Devario родини коропових. Один з найбільших видів у цьому роді. Популярна акваріумна риба.
Вперше даний вид описаний у 1849 році. Латинська назва виду походить від назви колишнього адміністративного району Британської Індії — району Малабар, тепер штат Мадрас, який збігається з природним ареалом даного виду.
Ззовні дуже схожий на Devario aequipinnatus (гігантський даніо), від якого відрізняється більш глибоким тілом, різною кількістю лусок вздовж бічної лінії, променів непарних плавців, деякими елементами забарвлення.

## Поширення
Зустрічається на території західної та південної Індії та острові Шрі-Ланка.
Віддає перевагу стрімким струмкам та річкам з кам'янистим дном, мінімальною кількістю водних рослин та чистою, насиченою киснем водою. Оскільки рівень вод може сильно змінюватись протягом року, то окремі популяції можуть виживати у залишкових ставках протягом сухого сезону.

## Опис риби
Завдовжки до 12  см, в акваріумі рідко перевищує 9 см. Самиці мають більш округле черевце, менш інтенсивне забарвлення та трішки більші за розміром ніж самці.
Живиться даніо в основному комахами (як водними, так і тими, що впали у воду) та їх личинками.

## Розмноження
Риб досягає статевої зрілості в 9—12 місяців. Ікрометання може тривати до 24-х годин. У природі нерест відбувається в мілкій воді після сильних дощів серед зарослів рослин. Самиця відкладає близько 200 світло-оранжевих ікринок. Інкубаційний період триває від 24 то 36 годин у залежності від температури води. Мальки починають плавати на п'ятий день і харчуються спочатку інфузоріями, а потім — зоопланктоном.

## В акваріумі

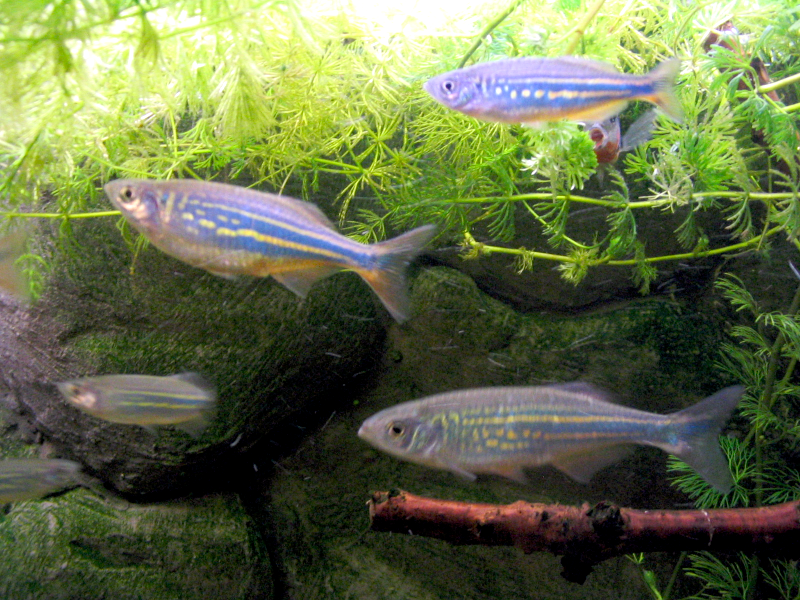
Зграйка даніо в акваріумі

Малабарський даніо зграйна, активна і миролюбна рибка. Утримувати їх варто у кількості від 5-6 осіб. У зграї рибка більш спокійна та інтенсивніше забарвлена. Може доставляти незручності повільним та неповоротким рибам, тому утримувати їх все-таки бажано з подібними за розміром активними рибками. В акваріумі повинне бути вільне місце для плавання та необхідно забезпечити рух води (імітувати течію річки). Акваріум може бути не дуже глибоким. Його краще закрити кришкою, оскільки рибки можуть вистрибувати з води. Даніо тримаються зазвичай у верхньому шарі води. Невибагливі до їжі, у раціоні мають бути присутні тваринні корми.
Рекомендовані параметри води при утримуванні в акваріумі:
- Температура — 18—25 °C,
- Жорсткість — принципового значення не має,
- Кислотність — pH 6.0-8.0
- потрібно забезпечити хорошу аерацію та фільтрацію води.